# 麻倉まみ
麻倉 まみ（あさくら まみ、1989年9月13日 - ）は、日本のAV女優。愛乃ラム名義でも活動している。

## 略歴
神奈川県出身。2008年12月19日「純真」で宇宙企画よりAVデビュー。

## 人物
- 趣味：ドライブ
- 特技：料理

## 作品

### アダルトビデオ
2008年
- 純真（12月19日 宇宙企画）
- PRIME DEBUT!!（12月19日、宇宙企画）愛乃ラム名義

2009年
- 学校でしようよ（1月16日 宇宙企画）
- 純真（1月30日、宇宙企画）Blu-ray
- あなたといっぱい中出ししたいの（2月20日 宇宙企画）
- 24時間　生中出し（3月20日 宇宙企画）
- こんな中出ししたかったの（4月17日 宇宙企画）
- 猥褻MAX（5月18日 宇宙企画）
- MAMI痴ズム（6月19日 宇宙企画）
- 宇宙企画を彩る気持ちよかったエッチ!～breeze編～（6月26日、宇宙企画）他多数出演
- 快楽遊戯（7月17日 宇宙企画）
- 宇宙企画 コレクション2009 4時間（7月17日 宇宙企画）他多数出演
- Maximum（8月18日、宇宙企画）
- 宇宙企画 コレクション2009 4時間 2（12月18日、宇宙企画）他多数出演

2010年
- 宇宙企画生中出しコレクション 4時間（1月22日、宇宙企画）他多数出演
- 隣のお姉さんを犯したあの日… 2（2月7日 アタッカーズ）
- 学校でしようよBEST 4時間（4月23日、宇宙企画）他多数出演
- 全身ハード・まみ（7月19日、ドグマ）
- 麻薬捜査官 ヤク漬け膣痙攣（7月22日、アイエナジー）
- ［体験型プライベートAV］人妻があなたの部屋にやってくる! Episode 05（7月23日、アテナ映像）
- 堕天使MAX 堕天使シリーズと猥褻MAXシリーズが夢のコラボレーションSP（8月20日、宇宙企画）他多数出演
- 純真＋宇宙少女コレクション ～ 緊張と恥じらいの初脱ぎ＆初SEX ～（10月22日、宇宙企画）他多数出演
- 宇宙企画 アイドル生中出しコレクション（10月22日、宇宙企画）他多数出演
- 宇宙企画30周年ベスト ～メモリアル 12時間～（12月24日、宇宙企画）他多数出演

2011年
- 隣のお姉さんを犯したあの日… ～歪んだ愛に犯された女達～（1月7日、アタッカーズ）他多数出演
- 宇宙企画 生中出しベストコレクション4時間（1月28日、宇宙企画）他多数出演
- ワタシの中（膣内）でイカせてア・ゲ・ル!（10月1日、ワンズファクトリー）